# Орден Тудора Владимиреску
Орден Тудора Владимиреску (рум. Ordinul Lui Tudor Vladimirescu) — государственная награда Социалистической Республики Румыния.

## История
Учреждён Декретом Правительства № 272 от 13 апреля 1966 года. Назван в честь руководителя Валашского восстания 1821 года Тудора Владимиреску.
Награждались граждане Румынии:
- за особые заслуги, достигнутые в разных сферах политической, военной, экономической, научной и культурной деятельности;
- предприятия, организации, учреждения, воинские части и населённые пункты за особые заслуги перед Родиной;
- граждане других государств, внёсшие существенный вклад в развитие дружбы и сотрудничества с СРР.

Имеет пять степеней и медаль двух степеней.
С 1966 года, непродолжительное время, практиковалось награждение орденом Тудора Владимиреску первой степени на чрезплечных лентах, а также на шейных лентах для дипломатов.

## Описание
|           |           |           |           |           |
|           |           |           |           |           |
| 1 степень | 2 степень | 3 степень | 4 степень | 5 степень |

- Орден «Тудор Владимиреску», 1-я степень:

Аверс: Золотая звезда, составленная из десяти пучков лучей разной длины, на которые наложен золотой лавровый венок, между листьями которого расположены в два ряда четырнадцать белых камешков; посредине круглый медальон с поясным изображением Тудора Владимиреску три четверти влево, вверху по окружности надпись: 1821 TUDOR VLADIMIRESKU. 

Реверс: Гладкая вогнутая с горизонтальной булавкой в верхней части.
Диаметр 68 мм. Бронза, позолота.
- Орден «Тудор Владимиреску», 2-я степень:

Аверс: Золотая звезда, составленная из десяти пучков лучей разной длины; посредине круглый медальон с поясным изображением Тудора Владимиреску три четверти влево, вверху по окружности надпись: 1821 TUDOR VLADIMIRESKU. 

Реверс: Гладкая вогнутая с горизонтальной булавкой в верхней части.
Диаметр 68 мм. Бронза, позолота.
* Орден «Тудор Владимиреску», 3-я степень:
Аверс: Серебряная звезда, составленная из десяти пучков лучей разной длины; посредине круглый медальон с поясным изображением Тудора Владимиреску три четверти влево на зелёном эмалевом фоне, вверху по окружности надпись: 1821 TUDOR VLADIMIRESKU.
Реверс: Гладкая вогнутая с горизонтальной булавкой в верхней части.
Диаметр 68 мм. Бронза, серебрение.
- Орден «Тудор Владимиреску», 4-я степень:

Аверс: Серебряная оксидированная звезда, составленная из десяти пучков лучей разной длины; посредине круглый медальон с поясным изображением Тудора Владимиреску три четверти влево на тёмно-красном эмалевом фоне, вверху по окружности надпись: 1821 TUDOR VLADIMIRESKU. 

Реверс: Гладкая вогнутая с горизонтальной булавкой в верхней части.
Диаметр 68 мм. Бронза, серебрение, оксидирование.
- Орден «Тудор Владимиреску», 5-я степень:

Аверс: Патинированная бронзовая звезда, составленная из десяти пучков лучей разной длины; посредине круглый медальон с поясным изображением Тудора Владимиреску три четверти влево на лиловом эмалевом фоне, вверху по окружности надпись: 1821 TUDOR VLADIMIRESKU. 

Реверс: Гладкая вогнутая с горизонтальной булавкой в верхней части.
Диаметр 68 мм. Бронза, патинирование.